# نجات‌یافته (الفهید اگرل)
نجات یافته یکی از نمایش‌نامه‌های نوشته شده توسط الفهید اگرل (Alfhild Agrell) است.
این نمایش نامه اولین بار در سالن دراماتن (Dramaten) به اجرا درآمد. الفهید اگرل برای این پیس از اسم مستعار تیرا (Thyra) استفاده کرد. به نظر عده زیادی این نمایش نامه جوابی است برای نمایش نامه عروسکخانه (Dukkehjem) اثر هنریک ایبسن (Henrik Ibsen). این نمایش نامه در سال ۱۸۸۳، هم به اجرا درآمد و هم به صورت کتاب منتشر شد. همچنین در همین سال به آلمانی ترجمه و چاپ شد. از سال ۲۰۰۰ به بعد این پیس مجددا مورد توجه قرار گرفته است. استیوتاتاترن (Östgötateatern) و ریکس تاترن (Riksteatern) در پروژه مشترکی به نام سپتس (Spets) این نمایش نامه رادر طول پاییز و زمستان ۲۰۰۷ در شهرهای مختلف سوئد به نمایش گذاشتند.
این نمایش نامه در سال ۲۰۰۷ توسط انتشارات آتریوم  و انتشارات روسن لارو تجدید چاپ شد و در سال ۲۰۰۹ به فارسی ترجمه و توسط انتشارات سپیده سحر در تهران به چاپ رسید.

## خلاصه نمایش‌نامه
ویولا امکان ترک شوهر بی بند و بار خود را ندارد به این دلیل که با ترک شوهر امکان ملاقات و مراقبت از فرزندش را از دست میدهد. دلبستگی به فرزند، ویولا را مجبور می‌کند که نقشی را بازی کند که مطابق میل شوهر و مادر شوهرش است. تا اینکه روزی ...